# Euroligue de basket-ball 2011-2012
Navigation
Édition précédente Édition suivante
L'Euroligue de basket-ball 2011-2012 (ou Turkish Airlines Euroleague pour des raisons de sponsoring) est la 55e édition de l'Euroligue masculine, compétition qui rassemble les 24 meilleurs clubs de basket-ball du continent européen.

## Équipes participantes
24 équipes participent à l'Euroligue 2011-2012. 19 des 24 équipes ont participé à la précédente édition. Le CBD Bilbao, Cantù, Galatasaray, l'UNICS Kazan et le SLUC Nancy sont les 5 équipes qui n'étaient pas présentes lors de la précédente saison.
| Pays (Ligue)             | Représentants | Équipes (place dans le championnat national lors de la saison 2010-11) | Équipes (place dans le championnat national lors de la saison 2010-11) | Équipes (place dans le championnat national lors de la saison 2010-11) | Équipes (place dans le championnat national lors de la saison 2010-11) | Équipes (place dans le championnat national lors de la saison 2010-11) |
| ------------------------ | ------------- | ---------------------------------------------------------------------- | ---------------------------------------------------------------------- | ---------------------------------------------------------------------- | ---------------------------------------------------------------------- | ---------------------------------------------------------------------- |
| Espagne (ACB)            | 5             | Regal FC Barcelona (1)                                                 | CBD Bilbao (2)                                                         | Real Madrid (DF)                                                       | Unicaja Málaga (QF)                                                    | Saski Baskonia (DF)                                                    |
| Italie (LegA)            | 3             | Montepaschi Siena (1)                                                  | Cantù (2)                                                              | Olimpia Milan (DF)                                                     |                                                                        |                                                                        |
| Turquie (TBL)            | 3             | Fenerbahçe Ülkerspor (1)                                               | Galatasaray (2)                                                        | Efes Pilsen (DF)                                                       |                                                                        |                                                                        |
| Grèce (ESAKE)            | 2             | Panathinaïkos Athènes (1)                                              | Olympiakós Le Pirée (2)                                                |                                                                        |                                                                        |                                                                        |
| Russie (Superligue)      | 2             | CSKA Moscou (1)                                                        | UNICS Kazan (EC)                                                       |                                                                        |                                                                        |                                                                        |
| Lituanie (LKL)           | 1             | Žalgiris Kaunas (1)                                                    |                                                                        |                                                                        |                                                                        |                                                                        |
| Allemagne (BBL)          | 1             | Brose Baskets (1)                                                      |                                                                        |                                                                        |                                                                        |                                                                        |
| France (LNB)             | 1             | SLUC Nancy (1)                                                         |                                                                        |                                                                        |                                                                        |                                                                        |
| Israël (Ligat Winner)    | 1             | Maccabi Tel-Aviv (1)                                                   |                                                                        |                                                                        |                                                                        |                                                                        |
| Croatie (A1 Liga)        | 1             | Cibona Zagreb (1)                                                      |                                                                        |                                                                        |                                                                        |                                                                        |
| Slovénie (SKL)           | 1             | Union Olimpija Ljubljana (1)                                           |                                                                        |                                                                        |                                                                        |                                                                        |
| Serbie (KLS)             | 1             | Partizan (1)                                                           |                                                                        |                                                                        |                                                                        |                                                                        |
| Pologne (PLK)            | 1             | Asseco Prokom Gdynia (1)                                               |                                                                        |                                                                        |                                                                        |                                                                        |
| Belgique (Ethias League) | 1             | Spirou Charleroi (1)                                                   |                                                                        |                                                                        |                                                                        |                                                                        |

|  | Vainqueur                           |
|  | Finaliste                           |
|  | 3e place                            |
|  | 4e place                            |
|  | Éliminés en quarts de finale        |
|  | Éliminés lors du Top 16             |
|  | Éliminés lors de la phase régulière |

## Format de la compétition
La saison régulière (tour principal) se déroule sous la forme de quatre groupes de six équipes. Dans chaque poule, les équipes s'affrontent entre elles 2 fois. Les quatre premiers de chaque groupe sont qualifiés pour le Top 16.
Au Top 16, il y a quatre groupes de quatre équipes. Même principe que la saison régulière. Les deux premiers de chaque groupe sont qualifiés pour les Play-offs (Quarts de finale).
Les quarts de finale se déroulent sous la forme de série au meilleur des cinq matchs. Il faut donc gagner 3 matchs pour se qualifier pour le Final Four. Les équipes ayant fini première de leur groupe affrontent un deuxième de groupe. L'équipe qui a fini première dispose de l'avantage du terrain et reçoit lors des matchs 1, 2 et 5 (si nécessaire).

## Tour qualificatif

### Équipes participantes
| France (LNB)                    | 3 | Cholet Basket (2)          | ASVEL Lyon-Villeurbanne WC (DF) | BCM Gravelines Dunkerque (QF) |
| Turquie (TBL)                   | 2 | Galatasaray SK (2)         | Bandırma Banvit (DF)            |                               |
| Grèce (ESAKE)                   | 1 | PAOK Salonique (3)         |                                 |                               |
| Russie (Superligue)             | 1 | BC Khimki Moscou (2)       |                                 |                               |
| Lituanie (LKL)                  | 1 | Lietuvos Rytas (2)         |                                 |                               |
| Allemagne (BBL)                 | 1 | ALBA Berlin WC (2)         |                                 |                               |
| République tchèque (NBL)        | 1 | ČEZ Basketball Nymburk (1) |                                 |                               |
| Belgique (Ethias League)        | 1 | Spirou Charleroi (1)       |                                 |                               |
| Croatie (A-1 Liga)              | 1 | KK Zagreb WC (4)           |                                 |                               |
| Monténégro (Opportunity League) | 1 | Budućnost Podgorica (DF)   |                                 |                               |
| Lettonie (LBL)                  | 1 | VEF Riga (1)               |                                 |                               |
| Ukraine (SuperLeague)           | 1 | BC Donetsk WC (2)          |                                 |                               |
| Pologne (PLK)                   | 1 | PGE Turów WC (2)           |                                 |                               |

WC = Wild-card

### Tirage au sort
Il se déroule le 6 juillet à Barcelone. Le tirage détermine les matchs du tour qualificatif et de ceux de la saison régulière de l'Euroligue, ainsi que les matchs du tour qualificatif de l'EuroCoupe et les matchs de saison régulière de l'EuroChallenge. Les tours qualificatifs du groupe A se jouent à Vilnius (Lituanie) et ceux du groupe B à Charleroi (Belgique) du 29 septembre au 2 octobre.

### Formule
Les 16 équipes sont réparties dans 2 tableaux de 8 équipes. Chaque tableau se dispute sous la forme de 2 tournois à élimination directe. Le vainqueur de chaque tableau se qualifie pour l'Euroligue alors que les autres équipes sont reversées en EuroCoupe.

### Ticket A (Poule C)
|  | Quarts de finale                            | Quarts de finale                            | Quarts de finale                            | Quarts de finale                            |                |                | Demi-finales                               | Demi-finales                               | Demi-finales                               | Demi-finales                               |  |  | Finale                                   | Finale                                   | Finale                                   | Finale                                   |
|  |                                             |                                             |                                             |                                             |                |                |                                            |                                            |                                            |                                            |  |  |                                          |                                          |                                          |                                          |
|  | 30 septembre, 19h45, Siemens Arena, Vilnius | 30 septembre, 19h45, Siemens Arena, Vilnius | 30 septembre, 19h45, Siemens Arena, Vilnius | 30 septembre, 19h45, Siemens Arena, Vilnius |                |                | 1er octobre, 19h00, Siemens Arena, Vilnius | 1er octobre, 19h00, Siemens Arena, Vilnius | 1er octobre, 19h00, Siemens Arena, Vilnius | 1er octobre, 19h00, Siemens Arena, Vilnius |  |  | 2 octobre, 18h00, Siemens Arena, Vilnius | 2 octobre, 18h00, Siemens Arena, Vilnius | 2 octobre, 18h00, Siemens Arena, Vilnius | 2 octobre, 18h00, Siemens Arena, Vilnius |
|  | 30 septembre, 19h45, Siemens Arena, Vilnius | 30 septembre, 19h45, Siemens Arena, Vilnius | 30 septembre, 19h45, Siemens Arena, Vilnius | 30 septembre, 19h45, Siemens Arena, Vilnius |                |                | 1er octobre, 19h00, Siemens Arena, Vilnius | 1er octobre, 19h00, Siemens Arena, Vilnius | 1er octobre, 19h00, Siemens Arena, Vilnius | 1er octobre, 19h00, Siemens Arena, Vilnius |  |  | 2 octobre, 18h00, Siemens Arena, Vilnius | 2 octobre, 18h00, Siemens Arena, Vilnius | 2 octobre, 18h00, Siemens Arena, Vilnius | 2 octobre, 18h00, Siemens Arena, Vilnius |
|  | ASVEL                                       | ASVEL                                       | 80                                          | 80                                          |                |                | 1er octobre, 19h00, Siemens Arena, Vilnius | 1er octobre, 19h00, Siemens Arena, Vilnius | 1er octobre, 19h00, Siemens Arena, Vilnius | 1er octobre, 19h00, Siemens Arena, Vilnius |  |  | 2 octobre, 18h00, Siemens Arena, Vilnius | 2 octobre, 18h00, Siemens Arena, Vilnius | 2 octobre, 18h00, Siemens Arena, Vilnius | 2 octobre, 18h00, Siemens Arena, Vilnius |
|  | ASVEL                                       | ASVEL                                       | 80                                          | 80                                          |                |                | 1er octobre, 19h00, Siemens Arena, Vilnius | 1er octobre, 19h00, Siemens Arena, Vilnius | 1er octobre, 19h00, Siemens Arena, Vilnius | 1er octobre, 19h00, Siemens Arena, Vilnius |  |  | 2 octobre, 18h00, Siemens Arena, Vilnius | 2 octobre, 18h00, Siemens Arena, Vilnius | 2 octobre, 18h00, Siemens Arena, Vilnius | 2 octobre, 18h00, Siemens Arena, Vilnius |
|  | BCM Gravelines                              | BCM Gravelines                              | 72                                          | 72                                          |                |                | 1er octobre, 19h00, Siemens Arena, Vilnius | 1er octobre, 19h00, Siemens Arena, Vilnius | 1er octobre, 19h00, Siemens Arena, Vilnius | 1er octobre, 19h00, Siemens Arena, Vilnius |  |  | 2 octobre, 18h00, Siemens Arena, Vilnius | 2 octobre, 18h00, Siemens Arena, Vilnius | 2 octobre, 18h00, Siemens Arena, Vilnius | 2 octobre, 18h00, Siemens Arena, Vilnius |
|  | BCM Gravelines                              | BCM Gravelines                              | 72                                          | 72                                          | ASVEL          | ASVEL          | 83                                         | 83                                         |                                            |                                            |  |  | 2 octobre, 18h00, Siemens Arena, Vilnius | 2 octobre, 18h00, Siemens Arena, Vilnius | 2 octobre, 18h00, Siemens Arena, Vilnius | 2 octobre, 18h00, Siemens Arena, Vilnius |
|  | 30 septembre, 17h00, Siemens Arena, Vilnius |                                             |                                             |                                             | ASVEL          | ASVEL          | 83                                         | 83                                         |                                            |                                            |  |  | 2 octobre, 18h00, Siemens Arena, Vilnius | 2 octobre, 18h00, Siemens Arena, Vilnius | 2 octobre, 18h00, Siemens Arena, Vilnius | 2 octobre, 18h00, Siemens Arena, Vilnius |
|  |                                             |                                             | Galatasaray                                 | Galatasaray                                 | 93             | 93             |                                            |                                            |                                            |                                            |  |  | 2 octobre, 18h00, Siemens Arena, Vilnius | 2 octobre, 18h00, Siemens Arena, Vilnius | 2 octobre, 18h00, Siemens Arena, Vilnius | 2 octobre, 18h00, Siemens Arena, Vilnius |
|  | PAOK Salonique                              | PAOK Salonique                              | Galatasaray                                 | Galatasaray                                 | 93             | 93             | 64                                         | 64                                         |                                            |                                            |  |  | 2 octobre, 18h00, Siemens Arena, Vilnius | 2 octobre, 18h00, Siemens Arena, Vilnius | 2 octobre, 18h00, Siemens Arena, Vilnius | 2 octobre, 18h00, Siemens Arena, Vilnius |
|  | PAOK Salonique                              | PAOK Salonique                              | 1er octobre, 16h00, Siemens Arena, Vilnius  |                                             |                |                | 64                                         | 64                                         |                                            |                                            |  |  | 2 octobre, 18h00, Siemens Arena, Vilnius | 2 octobre, 18h00, Siemens Arena, Vilnius | 2 octobre, 18h00, Siemens Arena, Vilnius | 2 octobre, 18h00, Siemens Arena, Vilnius |
|  | Galatasaray                                 | Galatasaray                                 | 77                                          | 77                                          |                |                |                                            |                                            |                                            |                                            |  |  | 2 octobre, 18h00, Siemens Arena, Vilnius | 2 octobre, 18h00, Siemens Arena, Vilnius | 2 octobre, 18h00, Siemens Arena, Vilnius | 2 octobre, 18h00, Siemens Arena, Vilnius |
|  | Galatasaray                                 | Galatasaray                                 | 77                                          | 77                                          | Galatasaray    | Galatasaray    | 71                                         | 71                                         |                                            |                                            |  |  |                                          |                                          |                                          |                                          |
|  | 29 septembre, 19h45, Siemens Arena, Vilnius |                                             |                                             |                                             | Galatasaray    | Galatasaray    | 71                                         | 71                                         |                                            |                                            |  |  |                                          |                                          |                                          |                                          |
|  |                                             |                                             | Lietuvos Rytas                              | Lietuvos Rytas                              | 63             | 63             |                                            |                                            |                                            |                                            |  |  |                                          |                                          |                                          |                                          |
|  | Lietuvos Rytas                              | Lietuvos Rytas                              | Lietuvos Rytas                              | Lietuvos Rytas                              | 63             | 63             | 83                                         | 83                                         |                                            |                                            |  |  |                                          |                                          |                                          |                                          |
|  | Lietuvos Rytas                              | Lietuvos Rytas                              |                                             |                                             |                |                |                                            |                                            |                                            |                                            |  |  |                                          |                                          |                                          |                                          |
|  | KK Budućnost                                | KK Budućnost                                | 64                                          | 64                                          |                |                |                                            |                                            |                                            |                                            |  |  |                                          |                                          |                                          |                                          |
|  | KK Budućnost                                | KK Budućnost                                | 64                                          | 64                                          | Lietuvos Rytas | Lietuvos Rytas | 88                                         | 88                                         |                                            |                                            |  |  |                                          |                                          |                                          |                                          |
|  | 29 septembre, 17h00, Siemens Arena, Vilnius |                                             |                                             |                                             | Lietuvos Rytas | Lietuvos Rytas | 88                                         | 88                                         |                                            |                                            |  |  |                                          |                                          |                                          |                                          |
|  |                                             |                                             | Cibona Zagreb                               | Cibona Zagreb                               | 71             | 71             |                                            |                                            |                                            |                                            |  |  |                                          |                                          |                                          |                                          |
|  | Cibona Zagreb                               | Cibona Zagreb                               | Cibona Zagreb                               | Cibona Zagreb                               | 71             | 71             | 77                                         | 77                                         |                                            |                                            |  |  |                                          |                                          |                                          |                                          |
|  | Cibona Zagreb                               | Cibona Zagreb                               |                                             |                                             |                |                |                                            | 77                                         |                                            |                                            |  |  |                                          |                                          |                                          |                                          |
|  | Cholet Basket                               | Cholet Basket                               | 70                                          | 70                                          |                |                |                                            |                                            |                                            |                                            |  |  |                                          |                                          |                                          |                                          |
|  | Cholet Basket                               | Cholet Basket                               | 70                                          | 70                                          |                |                |                                            |                                            |                                            |                                            |  |  |                                          |                                          |                                          |                                          |
|  |                                             |                                             |                                             |                                             |                |                |                                            |                                            |                                            |                                            |  |  |                                          |                                          |                                          |                                          |

### Ticket B (Poule D)
|  | Quarts de finale                               | Quarts de finale                               | Quarts de finale                               | Quarts de finale                               |                  |                  | Demi-finales                                  | Demi-finales                                  | Demi-finales                                  | Demi-finales                                  |  |  | Finale                                      | Finale                                      | Finale                                      | Finale                                      |
|  |                                                |                                                |                                                |                                                |                  |                  |                                               |                                               |                                               |                                               |  |  |                                             |                                             |                                             |                                             |
|  | 29 septembre, 18h00, RTL Spiroudome, Charleroi | 29 septembre, 18h00, RTL Spiroudome, Charleroi | 29 septembre, 18h00, RTL Spiroudome, Charleroi | 29 septembre, 18h00, RTL Spiroudome, Charleroi |                  |                  | 1er octobre, 17h00, RTL Spiroudome, Charleroi | 1er octobre, 17h00, RTL Spiroudome, Charleroi | 1er octobre, 17h00, RTL Spiroudome, Charleroi | 1er octobre, 17h00, RTL Spiroudome, Charleroi |  |  | 2 octobre, 19h00, RTL Spiroudome, Charleroi | 2 octobre, 19h00, RTL Spiroudome, Charleroi | 2 octobre, 19h00, RTL Spiroudome, Charleroi | 2 octobre, 19h00, RTL Spiroudome, Charleroi |
|  | 29 septembre, 18h00, RTL Spiroudome, Charleroi | 29 septembre, 18h00, RTL Spiroudome, Charleroi | 29 septembre, 18h00, RTL Spiroudome, Charleroi | 29 septembre, 18h00, RTL Spiroudome, Charleroi |                  |                  | 1er octobre, 17h00, RTL Spiroudome, Charleroi | 1er octobre, 17h00, RTL Spiroudome, Charleroi | 1er octobre, 17h00, RTL Spiroudome, Charleroi | 1er octobre, 17h00, RTL Spiroudome, Charleroi |  |  | 2 octobre, 19h00, RTL Spiroudome, Charleroi | 2 octobre, 19h00, RTL Spiroudome, Charleroi | 2 octobre, 19h00, RTL Spiroudome, Charleroi | 2 octobre, 19h00, RTL Spiroudome, Charleroi |
|  | Alba Berlin                                    | Alba Berlin                                    | 82                                             | 82                                             |                  |                  | 1er octobre, 17h00, RTL Spiroudome, Charleroi | 1er octobre, 17h00, RTL Spiroudome, Charleroi | 1er octobre, 17h00, RTL Spiroudome, Charleroi | 1er octobre, 17h00, RTL Spiroudome, Charleroi |  |  | 2 octobre, 19h00, RTL Spiroudome, Charleroi | 2 octobre, 19h00, RTL Spiroudome, Charleroi | 2 octobre, 19h00, RTL Spiroudome, Charleroi | 2 octobre, 19h00, RTL Spiroudome, Charleroi |
|  | Alba Berlin                                    | Alba Berlin                                    | 82                                             | 82                                             |                  |                  | 1er octobre, 17h00, RTL Spiroudome, Charleroi | 1er octobre, 17h00, RTL Spiroudome, Charleroi | 1er octobre, 17h00, RTL Spiroudome, Charleroi | 1er octobre, 17h00, RTL Spiroudome, Charleroi |  |  | 2 octobre, 19h00, RTL Spiroudome, Charleroi | 2 octobre, 19h00, RTL Spiroudome, Charleroi | 2 octobre, 19h00, RTL Spiroudome, Charleroi | 2 octobre, 19h00, RTL Spiroudome, Charleroi |
|  | VEF Riga                                       | VEF Riga                                       | 60                                             | 60                                             |                  |                  | 1er octobre, 17h00, RTL Spiroudome, Charleroi | 1er octobre, 17h00, RTL Spiroudome, Charleroi | 1er octobre, 17h00, RTL Spiroudome, Charleroi | 1er octobre, 17h00, RTL Spiroudome, Charleroi |  |  | 2 octobre, 19h00, RTL Spiroudome, Charleroi | 2 octobre, 19h00, RTL Spiroudome, Charleroi | 2 octobre, 19h00, RTL Spiroudome, Charleroi | 2 octobre, 19h00, RTL Spiroudome, Charleroi |
|  | VEF Riga                                       | VEF Riga                                       | 60                                             | 60                                             | Alba Berlin      | Alba Berlin      | 63                                            | 63                                            |                                               |                                               |  |  | 2 octobre, 19h00, RTL Spiroudome, Charleroi | 2 octobre, 19h00, RTL Spiroudome, Charleroi | 2 octobre, 19h00, RTL Spiroudome, Charleroi | 2 octobre, 19h00, RTL Spiroudome, Charleroi |
|  | 29 septembre, 20h45, RTL Spiroudome, Charleroi |                                                |                                                |                                                | Alba Berlin      | Alba Berlin      | 63                                            | 63                                            |                                               |                                               |  |  | 2 octobre, 19h00, RTL Spiroudome, Charleroi | 2 octobre, 19h00, RTL Spiroudome, Charleroi | 2 octobre, 19h00, RTL Spiroudome, Charleroi | 2 octobre, 19h00, RTL Spiroudome, Charleroi |
|  |                                                |                                                | Spirou Charleroi                               | Spirou Charleroi                               | 74               | 74               |                                               |                                               |                                               |                                               |  |  | 2 octobre, 19h00, RTL Spiroudome, Charleroi | 2 octobre, 19h00, RTL Spiroudome, Charleroi | 2 octobre, 19h00, RTL Spiroudome, Charleroi | 2 octobre, 19h00, RTL Spiroudome, Charleroi |
|  | Spirou Charleroi                               | Spirou Charleroi                               | Spirou Charleroi                               | Spirou Charleroi                               | 74               | 74               | 61                                            | 61                                            |                                               |                                               |  |  | 2 octobre, 19h00, RTL Spiroudome, Charleroi | 2 octobre, 19h00, RTL Spiroudome, Charleroi | 2 octobre, 19h00, RTL Spiroudome, Charleroi | 2 octobre, 19h00, RTL Spiroudome, Charleroi |
|  | Spirou Charleroi                               | Spirou Charleroi                               | 1er octobre, 20h00, RTL Spiroudome, Charleroi  |                                                |                  |                  | 61                                            | 61                                            |                                               |                                               |  |  | 2 octobre, 19h00, RTL Spiroudome, Charleroi | 2 octobre, 19h00, RTL Spiroudome, Charleroi | 2 octobre, 19h00, RTL Spiroudome, Charleroi | 2 octobre, 19h00, RTL Spiroudome, Charleroi |
|  | BC Donetsk                                     | BC Donetsk                                     | 59                                             | 59                                             |                  |                  |                                               |                                               |                                               |                                               |  |  | 2 octobre, 19h00, RTL Spiroudome, Charleroi | 2 octobre, 19h00, RTL Spiroudome, Charleroi | 2 octobre, 19h00, RTL Spiroudome, Charleroi | 2 octobre, 19h00, RTL Spiroudome, Charleroi |
|  | BC Donetsk                                     | BC Donetsk                                     | 59                                             | 59                                             | Spirou Charleroi | Spirou Charleroi | 79                                            | 79                                            |                                               |                                               |  |  |                                             |                                             |                                             |                                             |
|  | 30 septembre, 18h00, RTL Spiroudome, Charleroi |                                                |                                                |                                                | Spirou Charleroi | Spirou Charleroi | 79                                            | 79                                            |                                               |                                               |  |  |                                             |                                             |                                             |                                             |
|  |                                                |                                                | ČEZ Nymburk                                    | ČEZ Nymburk                                    | 53               | 53               |                                               |                                               |                                               |                                               |  |  |                                             |                                             |                                             |                                             |
|  | BC Khimki                                      | BC Khimki                                      | ČEZ Nymburk                                    | ČEZ Nymburk                                    | 53               | 53               | 74                                            | 74                                            |                                               |                                               |  |  |                                             |                                             |                                             |                                             |
|  | BC Khimki                                      | BC Khimki                                      |                                                |                                                |                  |                  |                                               |                                               |                                               |                                               |  |  |                                             |                                             |                                             |                                             |
|  | PGE Turów                                      | PGE Turów                                      | 67                                             | 67                                             |                  |                  |                                               |                                               |                                               |                                               |  |  |                                             |                                             |                                             |                                             |
|  | PGE Turów                                      | PGE Turów                                      | 67                                             | 67                                             | BC Khimki        | BC Khimki        | 79                                            | 79                                            |                                               |                                               |  |  |                                             |                                             |                                             |                                             |
|  | 30 septembre, 20h45, RTL Spiroudome, Charleroi |                                                |                                                |                                                | BC Khimki        | BC Khimki        | 79                                            | 79                                            |                                               |                                               |  |  |                                             |                                             |                                             |                                             |
|  |                                                |                                                | ČEZ Nymburk                                    | ČEZ Nymburk                                    | 86               | 86               |                                               |                                               |                                               |                                               |  |  |                                             |                                             |                                             |                                             |
|  | ČEZ Nymburk                                    | ČEZ Nymburk                                    | ČEZ Nymburk                                    | ČEZ Nymburk                                    | 86               | 86               | 69                                            | 69                                            |                                               |                                               |  |  |                                             |                                             |                                             |                                             |
|  | ČEZ Nymburk                                    | ČEZ Nymburk                                    |                                                |                                                |                  |                  |                                               | 69                                            |                                               |                                               |  |  |                                             |                                             |                                             |                                             |
|  | Banvit                                         | Banvit                                         | 57                                             | 57                                             |                  |                  |                                               |                                               |                                               |                                               |  |  |                                             |                                             |                                             |                                             |
|  | Banvit                                         | Banvit                                         | 57                                             | 57                                             |                  |                  |                                               |                                               |                                               |                                               |  |  |                                             |                                             |                                             |                                             |
|  |                                                |                                                |                                                |                                                |                  |                  |                                               |                                               |                                               |                                               |  |  |                                             |                                             |                                             |                                             |

### Bilan
À la suite de la victoire de Galatasaray pour le ticket A, la poule C aurait dû contenir deux clubs turcs. Le règlement l'interdisant, le Spirou Charleroi est versé dans la poule C, Galatasaray prenant sa place dans la poule D.

## Saison régulière

### Tirage au sort
Le tirage au sort de l'Euroligue a eu lieu le 7 juillet. 
Les équipes ont été réparties en 6 pots de 4 équipes.

2 pays d'une même nation ne peuvent pas s'affronter lors de cette 1re phase sauf pour l'Espagne qui compte 5 participants.

### Chapeaux
| Pot 1                                                                    | Pot 2                                                         | Pot 3                                                             | Pot 4                                                       | Pot 5                                                          | Pot 6                                             |
| ------------------------------------------------------------------------ | ------------------------------------------------------------- | ----------------------------------------------------------------- | ----------------------------------------------------------- | -------------------------------------------------------------- | ------------------------------------------------- |
| Regal FC Barcelona Olympiakós Le Pirée Panathinaïkos Athènes Real Madrid | Montepaschi Siena Saski Baskonia Maccabi Tel-Aviv CSKA Moscou | Partizan Belgrade UNICS Kazan Unicaja Málaga Fenerbahçe Ülkerspor | Asseco Prokom Gdynia CBD Bilbao Efes Pilsen Žalgiris Kaunas | Olimpia Milan Union Olimpija Ljubljana Brose Baskets NGC Cantù | SLUC Nancy KK Zagreb Galatasaray Spirou Charleroi |

### Règlement
Si des équipes se retrouvent à égalité de points, on utilise les critères suivants afin de les départager:
1. Faces-à-faces.
2. Différence de points lors de ces Faces-à-faces.
3. Différence de points générale.
4. Nombre de points marqués lors de la phase de poules.
5. Somme des quotients de points + nombre de points marqués sur chaque match de poule.

### Groupe A
| Rang | Équipe               | Pts | J  | G | P | Pp  | Pc  | Diff |  | Résultats (dom.\ext.) |       |       |       | B     | T     |       |
| ---- | -------------------- | --- | -- | - | - | --- | --- | ---- |  | --------------------- | ----- | ----- | ----- | ----- | ----- | ----- |
| 1    | Fenerbahçe Ülkerspor | 16  | 10 | 6 | 4 | 785 | 758 | 27   |  | Fenerbahçe Ülkerspor  |       | 86-70 | 85-83 | 70-80 | 66-69 | 90-86 |
| 2    | Olympiakós Le Pirée  | 16  | 10 | 6 | 4 | 782 | 757 | 25   |  | Olympiakós Le Pirée   | 81-74 |       | 86-61 | 88-81 | 84-82 | 91-78 |
| 3    | NGC Cantù            | 15  | 10 | 5 | 5 | 724 | 744 | -20  |  | NGC Cantù             | 76-83 | 64-63 |       | 78-69 | 71-68 | 80-69 |
| 4    | CBD Bilbao           | 15  | 10 | 5 | 5 | 776 | 755 | 21   |  | CBD Bilbao            | 70-73 | 76-61 | 64-67 |       | 77-72 | 97-75 |
| 5    | Saski Baskonia       | 15  | 10 | 5 | 5 | 792 | 755 | 37   |  | Saski Baskonia        | 90-85 | 81-79 | 81-69 | 84-89 |       | 90-55 |
| 6    | SLUC Nancy           | 13  | 10 | 3 | 7 | 743 | 833 | -90  |  | SLUC Nancy            | 53-73 | 74-79 | 76-75 | 87-73 | 90-85 |       |

- Pour Fenerbahçe Ülkerspor - NGC Cantù, le score était de 73-73 avant la prolongation.
- Pour Saski Baskonia - Fenerbahçe Ülkerspor, le score était de 73-73 avant la prolongation.

### Groupe B
| Rang | Équipe                | Pts | J  | G  | P | Pp  | Pc  | Diff |  | Résultats (dom.\ext.) |       |       |       |       |       |       |
| ---- | --------------------- | --- | -- | -- | - | --- | --- | ---- |  | --------------------- | ----- | ----- | ----- | ----- | ----- | ----- |
| 1    | CSKA Moscou           | 20  | 10 | 10 | 0 | 870 | 729 | 141  |  | CSKA Moscou           |       | 91-75 | 77-66 | 95-82 | 94-74 | 87-74 |
| 2    | Panathinaïkos Athènes | 17  | 10 | 7  | 3 | 834 | 739 | 95   |  | Panathinaïkos Athènes | 76-78 |       | 98-77 | 92-75 | 71-66 | 94-76 |
| 3    | Unicaja Málaga        | 14  | 10 | 4  | 6 | 791 | 808 | -17  |  | Unicaja Málaga        | 83-91 | 76-77 |       | 85-78 | 79-90 | 99-85 |
| 4    | Žalgiris Kaunas       | 14  | 10 | 4  | 6 | 763 | 812 | -49  |  | Žalgiris Kaunas       | 74-87 | 59-94 | 67-65 |       | 81-70 | 87-76 |
| 5    | Brose Baskets         | 13  | 10 | 3  | 7 | 773 | 794 | -21  |  | Brose Baskets         | 78-81 | 79-76 | 78-79 | 68-82 |       | 96-65 |
| 6    | KK Zagreb             | 12  | 10 | 2  | 8 | 718 | 867 | -149 |  | KK Zagreb             | 47-89 | 62-81 | 67-82 | 80-78 | 86-74 |       |

- Pour Panathinaïkos Athènes - CSKA Moscou, le score était de 71-71 avant la prolongation.

### Groupe C
| Rang | Équipe            | Pts | J  | G | P | Pp  | Pc  | Diff |  | Résultats (dom.\ext.) |        |       |        |       |        |       |
| ---- | ----------------- | --- | -- | - | - | --- | --- | ---- |  | --------------------- | ------ | ----- | ------ | ----- | ------ | ----- |
| 1    | Real Madrid       | 18  | 10 | 8 | 2 | 879 | 773 | 106  |  | Real Madrid           |        | 88-64 | 104-84 | 85-78 | 101-83 | 93-89 |
| 2    | Maccabi Tel-Aviv  | 17  | 10 | 7 | 3 | 790 | 732 | 58   |  | Maccabi Tel-Aviv      | 88-82  |       | 96-57  | 85-76 | 70-66  | 69-59 |
| 3    | Efes Pilsen       | 15  | 10 | 5 | 5 | 721 | 751 | -30  |  | Efes Pilsen           | 66-75  | 72-79 |        | 84-70 | 67-58  | 79-80 |
| 4    | Olimpia Milan     | 14  | 10 | 4 | 6 | 738 | 734 | 4    |  | Olimpia Milan         | 65-72  | 89-82 | 54-62  |       | 65-69  | 88-53 |
| 5    | Partizan Belgrade | 14  | 10 | 4 | 6 | 739 | 774 | -35  |  | Partizan Belgrade     | 80-79  | 74-71 | 73-84  | 66-72 |        | 91-81 |
| 6    | Spirou Charleroi  | 12  | 10 | 2 | 8 | 729 | 832 | -103 |  | Spirou Charleroi      | 76-100 | 69-86 | 62-66  | 76-81 | 84-79  |       |

### Groupe D
| Rang | Équipe                   | Pts | J  | G | P | Pp  | Pc  | Diff |  | Résultats (dom.\ext.)    |       |       |       |        |       |       |
| ---- | ------------------------ | --- | -- | - | - | --- | --- | ---- |  | ------------------------ | ----- | ----- | ----- | ------ | ----- | ----- |
| 1    | Regal FC Barcelona       | 19  | 10 | 9 | 1 | 793 | 559 | 234  |  | Regal FC Barcelona       |       | 92-75 | 63-50 | 79-50  | 88-61 | 72-46 |
| 2    | Montepaschi Siena        | 18  | 10 | 8 | 2 | 779 | 696 | 83   |  | Montepaschi Siena        | 77-74 |       | 73-79 | 103-77 | 84-73 | 79-57 |
| 3    | UNICS Kazan              | 17  | 10 | 7 | 3 | 702 | 656 | 46   |  | UNICS Kazan              | 65-93 | 71-79 |       | 72-61  | 68-41 | 81-51 |
| 4    | Galatasaray              | 14  | 10 | 4 | 6 | 694 | 736 | -42  |  | Galatasaray              | 66-70 | 63-67 | 64-68 |        | 78-76 | 80-59 |
| 5    | Asseco Prokom Gdynia     | 11  | 10 | 1 | 9 | 618 | 743 | -125 |  | Asseco Prokom Gdynia     | 45-76 | 53-79 | 68-72 | 72-76  |       | 67-52 |
| 6    | Union Olimpija Ljubljana | 11  | 10 | 1 | 9 | 589 | 745 | -156 |  | Union Olimpija Ljubljana | 64-86 | 57-63 | 63-73 | 70-79  | 70-62 |       |

- Pour Galatasaray - Asseco Prokom Gdynia, le score était de 70-70 avant la prolongation.

## Top 16

### Tirage au sort
Le tirage au sort a lieu le 28 décembre 2011 à Barcelone. Les équipes sont réparties en 4 chapeaux. Ce sont les places obtenues lors de la première phase qui déterminent les chapeaux, ainsi, le chapeau 1 comprend les équipes qui ont fini premières de leur poule, le chapeau 2 celles qui ont fini deuxièmes et ainsi de suite. Autre restriction, deux équipes présentes dans le même groupe en première phase ne peuvent s'affronter dans le Top 16.
Les deux premières équipes de chaque groupe se qualifient pour les quarts de finale.

### Chapeaux
| Pot 1                                                           | Pot 2                                                                        | Pot 3                                            | Pot 4                                                |
| --------------------------------------------------------------- | ---------------------------------------------------------------------------- | ------------------------------------------------ | ---------------------------------------------------- |
| Fenerbahçe Ülkerspor CSKA Moscou Real Madrid Regal FC Barcelona | Olympiakós Le Pirée Panathinaïkos Athènes Maccabi Tel-Aviv Montepaschi Siena | NGC Cantù Unicaja Málaga Efes Pilsen UNICS Kazan | CBD Bilbao Žalgiris Kaunas Olimpia Milan Galatasaray |

### Groupe E
| Rang | Équipe              | Pts | J | G | P | Pp  | Pc  | Diff |  | Résultats (dom.\ext.) |       |       | G     | E     |
| ---- | ------------------- | --- | - | - | - | --- | --- | ---- |  | --------------------- | ----- | ----- | ----- | ----- |
| 1    | CSKA Moscou         | 11  | 6 | 5 | 1 | 509 | 413 | 96   |  | CSKA Moscou           |       | 96-64 | 85-70 | 96-68 |
| 2    | Olympiakós Le Pirée | 9   | 6 | 3 | 3 | 457 | 471 | -14  |  | Olympiakós Le Pirée   | 78-86 |       | 88-81 | 83-65 |
| 3    | Galatasaray         | 9   | 6 | 3 | 3 | 423 | 438 | -15  |  | Galatasaray           | 68-64 | 78-77 |       | 64-56 |
| 4    | Efes Pilsen         | 7   | 6 | 1 | 5 | 387 | 454 | -67  |  | Efes Pilsen           | 65-82 | 65-67 | 68-62 |       |

- Pour Galatasaray - Olympiakós Le Pirée, le score était de 69-69 avant la prolongation.

### Groupe F
| Rang | Équipe            | Pts | J | G | P | Pp  | Pc  | Diff |  | Résultats (dom.\ext.) |       | B     | R      | U     |
| ---- | ----------------- | --- | - | - | - | --- | --- | ---- |  | --------------------- | ----- | ----- | ------ | ----- |
| 1    | Montepaschi Siena | 10  | 6 | 4 | 2 | 493 | 435 | 58   |  | Montepaschi Siena     |       | 81-67 | 90-102 | 84-69 |
| 2    | CBD Bilbao        | 10  | 6 | 4 | 2 | 437 | 423 | 14   |  | CBD Bilbao            | 60-59 |       | 93-69  | 85-70 |
| 3    | Real Madrid       | 10  | 6 | 4 | 2 | 496 | 489 | 7    |  | Real Madrid           | 69-88 | 89-73 |        | 86-65 |
| 4    | Unicaja Málaga    | 6   | 6 | 0 | 6 | 407 | 486 | -79  |  | Unicaja Málaga        | 68-91 | 55-59 | 80-81  |       |

### Groupe G
| Rang | Équipe                | Pts | J | G | P | Pp  | Pc  | Diff |  | Résultats (dom.\ext.) |       |       |       |       |
| ---- | --------------------- | --- | - | - | - | --- | --- | ---- |  | --------------------- | ----- | ----- | ----- | ----- |
| 1    | Panathinaïkos Athènes | 10  | 6 | 4 | 2 | 436 | 394 | 42   |  | Panathinaïkos Athènes |       | 83-89 | 58-67 | 72-62 |
| 2    | UNICS Kazan           | 9   | 6 | 3 | 3 | 432 | 423 | 9    |  | UNICS Kazan           | 63-68 |       | 59-44 | 76-71 |
| 3    | Olimpia Milan         | 9   | 6 | 3 | 3 | 379 | 390 | -11  |  | Olimpia Milan         | 57-78 | 63-58 |       | 85-72 |
| 4    | Fenerbahçe Ülkerspor  | 8   | 6 | 2 | 4 | 420 | 460 | -40  |  | Fenerbahçe Ülkerspor  | 56-77 | 94-87 | 65-63 |       |

- Pour Fenerbahçe Ülkerspor - UNICS Kazan, le score était de 79-79 avant la prolongation.

### Groupe H
| Rang | Équipe             | Pts | J | G | P | Pp  | Pc  | Diff |  | Résultats (dom.\ext.) |       |       |       |       |
| ---- | ------------------ | --- | - | - | - | --- | --- | ---- |  | --------------------- | ----- | ----- | ----- | ----- |
| 1    | Regal FC Barcelona | 12  | 6 | 6 | 0 | 430 | 384 | 46   |  | Regal FC Barcelona    |       | 70-67 | 65-60 | 94-80 |
| 2    | Maccabi Tel-Aviv   | 9   | 6 | 3 | 3 | 427 | 425 | 2    |  | Maccabi Tel-Aviv      | 57-71 |       | 75-60 | 70-66 |
| 3    | NGC Cantù          | 9   | 6 | 3 | 3 | 420 | 426 | -6   |  | NGC Cantù             | 62-63 | 82-74 |       | 79-78 |
| 4    | Žalgiris Kaunas    | 6   | 6 | 0 | 6 | 429 | 471 | -42  |  | Žalgiris Kaunas       | 58-67 | 76-84 | 71-77 |       |

## Phase finale

### Règlement
Les huit qualifiés sont placés en tableau dans l'ordre suivant : 
- 1re groupe E - 2e groupe F (Q1)
- 1re groupe G - 2e groupe H (Q3)
- 1re groupe F - 2e groupe E (Q2)
- 1re groupe H - 2e groupe G (Q4)

Ces quarts de finale se déroulent au meilleur des cinq matchs. Les premier, deuxième et cinquième match (éventuel) ont lieu chez l'équipe ayant fini première de sa poule du TOP 16. Les troisième et quatrième match (éventuel) se disputent chez l'équipe qui a fini deuxième de sa poule du TOP 16.
Les 4 vainqueurs se qualifient pour le Final Four à Istanbul.

### Tableau
|  | Quarts de finale      | Quarts de finale      | Quarts de finale | Quarts de finale | Quarts de finale | Quarts de finale       |                        |                        | Demi-finales           | Demi-finales           |    |             | Finale                | Finale |
|  |                       |                       |                  |                  |                  |                        |                        |                        |                        |                        |    |             |                       |        |
|  | CSKA Moscou           | 98                    | 79               | 81               | 73               |                        |                        |                        |                        |                        |    |             |                       |        |
|  | CBD Bilbao            | 79                    | 60               | 94               | 71               |                        |                        |                        |                        |                        |    |             |                       |        |
|  | CBD Bilbao            | 79                    | 60               | 94               | 71               |                        | CSKA Moscou            | 66                     |                        |                        |    |             |                       |        |
|  |                       |                       |                  |                  |                  |                        | CSKA Moscou            | 66                     |                        |                        |    |             |                       |        |
|  |                       | Panathinaïkos Athènes | 64               |                  |                  |                        |                        |                        |                        |                        |    |             |                       |        |
|  | Panathinaïkos Athènes | Panathinaïkos Athènes | 64               | 93               | 92               | 62                     | 78                     | 86                     |                        |                        |    |             |                       |        |
|  | Panathinaïkos Athènes |                       |                  | 93               | 92               | 62                     | 78                     | 86                     |                        |                        |    |             |                       |        |
|  | Maccabi Tel-Aviv      | 73                    | 94ap             | 65               | 69               | 85                     |                        |                        |                        |                        |    |             |                       |        |
|  |                       |                       |                  |                  |                  |                        |                        |                        |                        |                        |    | CSKA Moscou | 61                    |        |
|  |                       | Olympiakós Le Pirée   | 62               |                  |                  |                        |                        |                        |                        |                        |    |             |                       |        |
|  | Montepaschi Siena     | 75                    | 81               | 55               | 69               |                        |                        |                        |                        |                        |    |             |                       |        |
|  | Olympiakós Le Pirée   | 82                    | 80               | 75               | 76               |                        |                        |                        |                        |                        |    |             |                       |        |
|  | Olympiakós Le Pirée   | 82                    | 80               | 75               | 76               |                        | Olympiakós Le Pirée    | 68                     |                        |                        |    |             |                       |        |
|  |                       |                       |                  |                  |                  |                        | Olympiakós Le Pirée    | 68                     |                        |                        |    |             |                       |        |
|  |                       | Regal FC Barcelona    | 64               |                  |                  | Match pour la 3e place | Match pour la 3e place | Match pour la 3e place | Match pour la 3e place | Match pour la 3e place |    |             |                       |        |
|  | Regal FC Barcelona    | Regal FC Barcelona    | 64               | 78               | 66               | Match pour la 3e place | Match pour la 3e place | Match pour la 3e place | Match pour la 3e place | Match pour la 3e place | 67 |             |                       |        |
|  | Regal FC Barcelona    |                       |                  | 78               | 66               |                        |                        |                        |                        |                        | 67 |             |                       |        |
|  | UNICS Kazan           | 66                    | 63               | 56               |                  |                        |                        |                        |                        |                        |    |             | Panathinaïkos Athènes | 69     |
|  |                       |                       |                  |                  |                  |                        |                        |                        |                        |                        |    |             | Regal FC Barcelona    | 74     |

## Statistiques individuelles

### Évaluation
| Rang | Nom                  | Équipe            | Matchs | Évaluation cumulée | Évaluation par match |
| ---- | -------------------- | ----------------- | ------ | ------------------ | -------------------- |
| 1.   | Andrei Kirilenko     | CSKA Moscou       | 17     | 411                | 24,18                |
| 2.   | Nenad Krstić         | CSKA Moscou       | 22     | 405                | 18,41                |
| 3.   | Bo McCalebb          | Montepaschi Siena | 17     | 294                | 17,29                |
| 4.   | Dimitris Diamantidis | Panathinaikos     | 23     | 378                | 16,43                |
| 5.   | Henry Domercant      | UNICS Kazan       | 19     | 309                | 16,26                |

### Points
| Rang | Nom                | Équipe            | Matchs | Points | PPM   |
| ---- | ------------------ | ----------------- | ------ | ------ | ----- |
| 1.   | Bo McCalebb        | Montepaschi Siena | 17     | 287    | 16,88 |
| 2.   | Vasílios Spanoúlis | Olympiakós        | 21     | 350    | 16,67 |
| 3.   | Sonny Weems        | Žalgiris Kaunas   | 15     | 233    | 15,53 |
| 4.   | Henry Domercant    | UNICS Kazan       | 19     | 294    | 15,47 |
| 5.   | Jaycee Carroll     | Real Madrid       | 16     | 227    | 14,19 |

### Rebonds
| Rang | Nom               | Équipe            | Matchs | Rebonds | RPM  |
| ---- | ----------------- | ----------------- | ------ | ------- | ---- |
| 1.   | Andrei Kirilenko  | CSKA Moscou       | 17     | 127     | 7,47 |
| 2.   | Joel Freeland     | Unicaja           | 14     | 95      | 6,79 |
| 3.   | Ioannis Bourousis | Olimpia Milan     | 15     | 96      | 6,40 |
| 4.   | Felipe Reyes      | Real Madrid       | 16     | 101     | 6,31 |
| 5.   | David Andersen    | Montepaschi Siena | 20     | 123     | 6,15 |

### Passes
| Rang | Nom                  | Équipe        | Matchs | Passes | PPM  |
| ---- | -------------------- | ------------- | ------ | ------ | ---- |
| 1.   | Omar Cook            | Olimpia Milan | 16     | 91     | 5,69 |
| 2.   | Sergio Rodríguez     | Real Madrid   | 16     | 86     | 5,38 |
| 3.   | Miloš Teodosić       | CSKA Moscou   | 22     | 110    | 5,00 |
| 4.   | Dimítris Diamantídis | Panathinaikos | 23     | 110    | 4,78 |
| 5.   | Kerem Tunçeri        | Efes Pilsen   | 15     | 67     | 4,47 |

## Récompenses individuelles
De nombreuses récompenses sont délivrées de manière individuelle tout au long de la saison. Lors de chaque journée disputé un joueur est nommé MVP. Puis pour chaque mois au cours de laquelle se déroule la compétition, un MVP est de nouveau nommé. 
À l'issue de la saison, des trophées sont attribués comme celui de MVP de la saison ou de meilleur défenseur. Deux cinq sont nommés, la All-Euroleague First Team et la All-Euroleague Second Team selon les performances des joueurs au cours de la saison.

### Trophées annuels

#### MVPde la saison
- Andreï Kirilenko (CSKA Moscou).

#### MVPFinal Four
- Vasílios Spanoúlis (Olympiakos Le Pirée)

#### Meilleurcinq majeurd'Euroligue
Le meilleur cinq est composé de :
- Andreï Kirilenko ( CSKA Moscou)
- Dimítris Diamantídis ( Panathinaïkos)
- Vasílios Spanoúlis ( Olympiakós BC)
- Nenad Krstić ( CSKA Moscou)
- Erazem Lorbek ( FC Barcelona)

#### Deuxième cinq majeur d'Euroligue
Le deuxième cinq est composé de :
- Juan Carlos Navarro ( FC Barcelone)
- Mike Batiste ( Panathinaïkos)
- Bo McCalebb ( Montepaschi Siena)
- Henry Domercant ( UNICS Kazan)
- Miloš Teodosić ( CSKA Moscou)

#### Meilleur marqueur (TrophéeAlphonso Ford)
- Bo McCalebb (Montepaschi Siena) : 16,88 points par rencontre[6]

#### Meilleur défenseur
- Andreï Kirilenko (CSKA Moscou)[7]

#### Meilleure progression
- Nikola Mirotić (Real Madrid)[8]

### Trophées mensuels

#### MVP par mois
| Mois       | Joueur               | Équipe        |
| ---------- | -------------------- | ------------- |
| Octobre    | Andreï Kirilenko     | CSKA Moscou   |
| Novembre   | Nenad Krstić         | CSKA Moscou   |
| Décembre   | Nikola Mirotić       | Real Madrid   |
| Janvier    | Henry Domercant      | UNICS Kazan   |
| Février    | Vassilis Spanoulis   | Olympiakós    |
| Mars-avril | Dimítris Diamantídis | Panathinaïkos |

### Trophées hebdomadaires

#### MVP par journée

##### Saison régulière
| Journée | Joueur                     | Équipe                         | Évaluation |
| ------- | -------------------------- | ------------------------------ | ---------- |
| 1       | Andrei Kirilenko           | CSKA Moscou                    | 37         |
| 2       | Nicolas Batum              | SLUC Nancy                     | 36         |
| 3       | Jordan Farmar              | Maccabi Tel Aviv               | 35         |
| 4       | Nicolas Batum              | SLUC Nancy                     | 35         |
| 5       | Andrei Kirilenko           | CSKA Moscou                    | 39         |
| 6       | Fernando San Emeterio      | Tau Vitoria                    | 36         |
| 7       | Milan Mačvan Erazem Lorbek | Partizan Belgrade FC Barcelona | 25         |
| 8       | Nikola Mirotić             | Real Madrid                    | 33         |
| 9       | Nenad Krstić               | CSKA Moscou                    | 31         |
| 10      | Pietro Aradori             | Montepaschi Siena              | 33         |

##### Top 16
| Journée | Joueur                | Équipe            | Évaluation |
| ------- | --------------------- | ----------------- | ---------- |
| 1       | Vladimir Veremeenko   | UNICS Kazan       | 32         |
| 2       | Bo McCalebb           | Montepaschi Siena | 36         |
| 3       | Nenad Krstić          | CSKA Moscou       | 31         |
| 4       | Aaron Jackson         | CBD Bilbao        | 28         |
| 5       | Omar Cook             | Olimpia Milan     | 22         |
| 6       | Manuchar Markoishvili | NGC Cantù         | 35         |

##### Quarts de finale
| Journée | Joueur               | Équipe        | Évaluation |
| ------- | -------------------- | ------------- | ---------- |
| 1       | Dimítris Diamantídis | Panathinaïkos | 31         |
| 2       | Andreï Kirilenko     | CSKA Moscou   | 31         |
| 3       | Kóstas Vasiliádis    | CBD Bilbao    | 21         |
| 4       | Andreï Kirilenko     | CSKA Moscou   | 29         |
| 5       | Dimítris Diamantídis | Panathinaïkos | 34         |